# Ralph Niemeyer

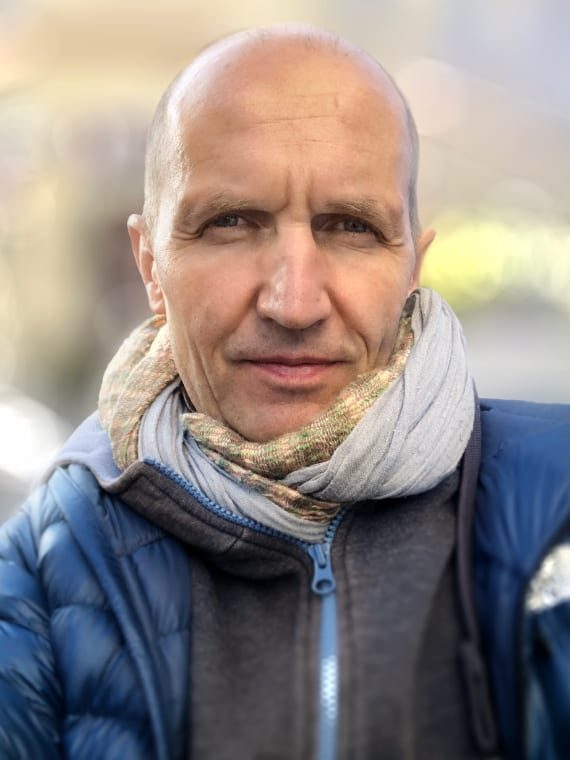
Ralph Niemeyer, 2024

Ralph Niemeyer (* 26. März 1965) ist ein deutscher Szenenbildner, Künstlerischer Leiter, Concept Artist, Kameramann, Fotograf und Künstler.

## Leben und Wirken
Nach dem Abitur absolvierte Ralph Niemeyer eine Berufsausbildung als Elektroniker und studierte im Anschluss Elektrotechnik an der TFH Berlin. Noch während des Studiums gelangte er zum Film, wo er unter anderem als Kameraassistent, Requisiteur und Beleuchter beim Sender Freies Berlin und Studio TV für Spielfilme, Dokumentationen und Fernsehserien arbeitete, die unter anderem mit dem Grimme-Preis ausgezeichnet wurden. Während dieser Zeit begann er ein fünfjähriges Kunststudium an einer privaten Kunstakademie in Berlin und wechselte dann 1998 zum Animationsfilm. Seitdem arbeitete er an Kinofilmen für Warner Bros. Family Entertainment, Universum-Film, Constantin, UIP, Cartoon-Film, Studio100 Media, Flying Barks und Hahn Film, die zahlreiche internationale Auszeichnungen erhalten haben und in Deutschland zum Teil mit dem Deutschen Filmpreis ausgezeichnet worden sind. Im Jahr 2004 lehrte er an der Filmuniversität Babelsberg Konrad Wolf als Dozent im Fachbereich Animation. 
Seit 2023 ist Ralph Niemeyer Mitglied der Deutschen Filmakademie.
Seit 2024 ist er Mitglied der VES(Visual Effects Society)

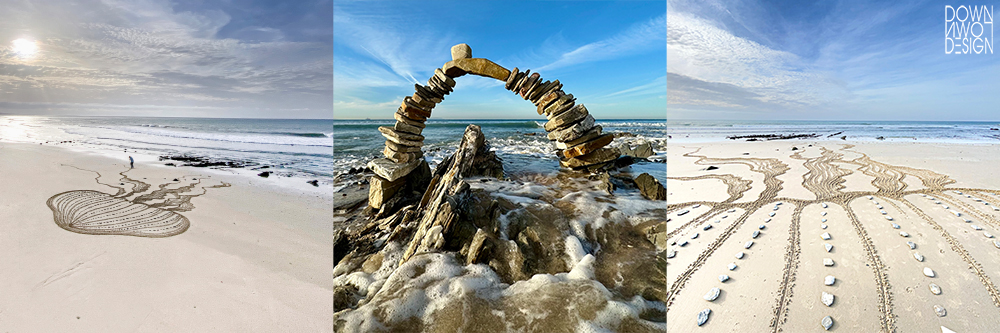
Land Art von Ralph Niemeyer

Außerhalb des Films setzt er sich künstlerisch hauptsächlich mit Land Art auseinander.

## Filmografie
| Jahr | Filmtitel                                               | Tätigkeit                                                                 |
| ---- | ------------------------------------------------------- | ------------------------------------------------------------------------- |
| 1990 | Schimanski Tatort – Unter Brüdern                       | Beleuchtung                                                               |
| 1994 | Peter Lustig, Mittendrin                                | Beleuchtung, Requisiteur                                                  |
| 1995 | Nach Ihnen Herr Mandelbaum - George Tabori in Auschwitz | Beleuchtung                                                               |
| 1995 | Rudi der Rabe                                           | Beleuchtung, Kamerabühne                                                  |
| 1997 | Peter Lustig, Mittendrin                                | Beleuchtung, Kamerabühne                                                  |
| 1998 | Werner – Volles Rooäää!!!                               | Layout Artist                                                             |
| 1998 | Simsalagrimm                                            | Szenenbild                                                                |
| 1999 | Die Abrafaxe – Unter schwarzer Flagge                   | Szenenbild, Workbook Artist                                               |
| 2000 | Es war k’einmal im Märchenland                          | Visual Development, Szenenbild                                            |
| 2000 | Die Schule der kleinen Vampire                          | Szenenbild                                                                |
| 2000 | Die Gnarls                                              | Szenenbild                                                                |
| 2000 | Moorhuhn Spots                                          | Szenenbild                                                                |
| 2002 | Lauras Stern                                            | Szenenbild, Workbook Artist                                               |
| 2003 | Der kleine Eisbär 2 – Die geheimnisvolle Insel          | Visual Development, Szenenbild, Workbook Artist                           |
| 2005 | Kleiner Dodo                                            | Visual Development Artist, Szenenbild, Layout Supervisor, Matte Painter   |
| 2005 | Kleiner Dodo                                            | Visual Development Artist, Szenenbild, Layout Supervisor                  |
| 2007 | Lauras Stern und der geheimnisvolle Drache Nian         | Künstlerische Leitung, Concept Art, Szenenbild, Kamera                    |
| 2009 | Lauras Stern und die Traummonster                       | Kamera                                                                    |
| 2010 | Keinohrhase und Zweiohrküken                            | Szenenbild, Künstlerische Leitung, Kamera                                 |
| 2012 | Die Biene Maja – Der Kinofilm                           | Szenenbild, Künstlerische Leitung, Concept Artist, Matte Painter          |
| 2014 | Mullewap, Eine schöne Schweinerei                       | Szenenbild, Concept Artist                                                |
| 2014 | Prinzessin Emmy                                         | Concept Artist, Matte Painter                                             |
| 2014 | Elli and the Ghostly Ghost Train                        | Visual Development Artist, Concept Artist                                 |
| 2015 | Sherazade, The Untold Stories                           | Künstlerische Leitung, Color Concept Artist                               |
| 2015 | Mia and Me                                              | Szenenbild, Künstlerische Leitung, Color Concept Artist                   |
| 2015 | Mia and me – Abenteuer in Centopia                      | Szenenbild, Künstlerische Leitung, Color Concept Artist                   |
| 2015 | Biene Maja 2                                            | Szenenbild, Concept Artist, Art Direction Consultant                      |
| 2017 | Die Sorgenfresser                                       | Szenenbild, Künstlerische Leitung, Color Concept Artist                   |
| 2017 | Lumi and Bo                                             | Szenenbild, Künstlerische Leitung                                         |
| 2017 | Ganesha                                                 | Künstlerische Leitung                                                     |
| 2018 | Mystery Museum                                          | Szenenbild, Künstlerische Leitung, Color Concept Artist                   |
| 2019 | Mia and Me                                              | Szenenbild, Künstlerische Leitung, Color Concept Artist                   |
| 2021 | Heidi                                                   | Szenenbild, Künstlerische Leitung, Color Concept Artist, Moodboard Artist |
| 2021 | Biene Maja                                              | Szenenbild                                                                |
| 2021 | Lauras Stern                                            | Szenenbild                                                                |
| 2022 | Flamingo Flamenco                                       | Künstlerische Leitung, Concept Artist                                     |
| 2024 | Reisen til juletjernen                                  | Produktion Design                                                         |